# David di Donatello za najlepszy film
David di Donatello za najlepszy film – najważniejsza nagroda filmowa we Włoszech. Przyznaje się ją corocznie od 1970 dla najlepszego filmu roku (nie przyznano jej jedynie raz – w 1980). Filmy nominowane do tego wyróżnienia ogłasza się od 1981.

## Filmy nagrodzone i nominowane

### 1970–1979
| Rok  | Film                                                               | Reżyser             |
| ---- | ------------------------------------------------------------------ | ------------------- |
| 1970 | Śledztwo w sprawie obywatela poza wszelkim podejrzeniem (ex aequo) | Elio Petri          |
| 1970 | Metello (ex aequo)                                                 | Mauro Bolognini     |
| 1971 | Konformista (ex aequo)                                             | Bernardo Bertolucci |
| 1971 | Ogród Finzi-Continich (ex aequo)                                   | Vittorio De Sica    |
| 1971 | Waterloo (ex aequo)                                                | Siergiej Bondarczuk |
| 1972 | Klasa robotnicza idzie do raju (ex aequo)                          | Elio Petri          |
| 1972 | Osobliwa miłość (ex aequo)                                         | Alberto Bevilacqua  |
| 1973 | Alfredo Alfredo (ex aequo)                                         | Pietro Germi        |
| 1973 | Ludwig (ex aequo)                                                  | Luchino Visconti    |
| 1974 | Amarcord (ex aequo)                                                | Federico Fellini    |
| 1974 | Chleb i czekolada (ex aequo)                                       | Franco Brusati      |
| 1975 | Czyny szlachetnego rodu (ex aequo)                                 | Mauro Bolognini     |
| 1975 | Portret rodzinny we wnętrzu (ex aequo)                             | Luchino Visconti    |
| 1976 | Szacowni nieboszczycy                                              | Francesco Rosi      |
| 1977 | Pustynia Tatarów (ex aequo)                                        | Valerio Zurlini     |
| 1977 | Szaleństwo małego człowieka (ex aequo)                             | Mario Monicelli     |
| 1978 | Żelazny prefekt (ex aequo)                                         | Pasquale Squitieri  |
| 1978 | W imieniu papieskiego króla (ex aequo)                             | Luigi Magni         |
| 1979 | Chrystus zatrzymał się w Eboli (ex aequo)                          | Francesco Rosi      |
| 1979 | Zapomnieć o Wenecji (ex aequo)                                     | Franco Brusati      |
| 1979 | Drzewo na saboty (ex aequo)                                        | Ermanno Olmi        |

### 1980–1989
| Rok                                 | Film                     | Reżyser |
| ----------------------------------- | ------------------------ | ------- |
| 1980                                | nie przyznano            |         |
| 1981                                |                          |         |
| Zacznę od trzech                    | Massimo Troisi           |         |
| Trzej bracia                        | Francesco Rosi           |         |
| Miłosna pasja                       | Ettore Scola             |         |
| 1982                                |                          |         |
| Borotalco                           | Carlo Verdone            |         |
| Historia zwykłego szaleństwa        | Marco Ferreri            |         |
| Markiz Grillo                       | Mario Monicelli          |         |
| 1983                                |                          |         |
| Noc świętego Wawrzyńca              | Paolo i Vittorio Taviani |         |
| Noc w Varennes                      | Ettore Scola             |         |
| Cios w serce                        | Gianni Amelio            |         |
| 1984                                |                          |         |
| Bal (ex aequo)                      | Ettore Scola             |         |
| A statek płynie (ex aequo)          | Federico Fellini         |         |
| Posyła mnie Picone                  | Nanni Loy                |         |
| 1985                                |                          |         |
| Carmen                              | Francesco Rosi           |         |
| Uno scandalo perbene                | Pasquale Festa Campanile |         |
| Chaos                               | Paolo i Vittorio Taviani |         |
| 1986                                |                          |         |
| Miejmy nadzieję, że to będzie córka | Mario Monicelli          |         |
| Ginger i Fred                       | Federico Fellini         |         |
| Idźcie, ofiara spełniona            | Nanni Moretti            |         |
| 1987                                |                          |         |
| Rodzina                             | Ettore Scola             |         |
| Historia miłosna                    | Francesco Maselli        |         |
| Prezent pod choinkę                 | Pupi Avati               |         |
| 1988                                |                          |         |
| Ostatni cesarz                      | Bernardo Bertolucci      |         |
| Wywiad                              | Federico Fellini         |         |
| Oczy czarne                         | Nikita Michałkow         |         |
| 1989                                |                          |         |
| Legenda o świętym pijaku            | Ermanno Olmi             |         |
| Cinema Paradiso                     | Giuseppe Tornatore       |         |
| Franciszek                          | Liliana Cavani           |         |

### 1990–1999
| Rok                                     | Film                 | Reżyser |
| --------------------------------------- | -------------------- | ------- |
| 1990                                    |                      |         |
| Otwarte drzwi                           | Gianni Amelio        |         |
| Czerwony lobik                          | Nanni Moretti        |         |
| Głos księżyca                           | Federico Fellini     |         |
| Il male oscuro                          | Mario Monicelli      |         |
| Historia o chłopcach i dziewczętach     | Pupi Avati           |         |
| 1991                                    |                      |         |
| Śródziemnomorska sielanka (ex aequo)    | Gabriele Salvatores  |         |
| Pod wieczór (ex aequo)                  | Francesca Archibugi  |         |
| Stacja                                  | Sergio Rubini        |         |
| Dom uśmiechu                            | Marco Ferreri        |         |
| Nosiciel teczki                         | Daniele Luchetti     |         |
| 1992                                    |                      |         |
| Złodziej dzieci                         | Gianni Amelio        |         |
| Il muro di gomma                        | Marco Risi           |         |
| Maledetto il giorno che t’ho incontrato | Carlo Verdone        |         |
| 1993                                    |                      |         |
| Valentina i Arturo                      | Francesca Archibugi  |         |
| Obstawa                                 | Ricky Tognazzi       |         |
| Lata dzieciństwa                        | Roberto Faenza       |         |
| 1994                                    |                      |         |
| Dziennik intymny                        | Nanni Moretti        |         |
| Per amore, solo per amore               | Giovanni Veronesi    |         |
| Zniknijmy sobie z oczu                  | Carlo Verdone        |         |
| 1995                                    |                      |         |
| Szkoła                                  | Daniele Luchetti     |         |
| Natarczywa miłość                       | Mario Martone        |         |
| Listonosz                               | Michael Radford      |         |
| 1996                                    |                      |         |
| Ferie d’agosto                          | Paolo Virzì          |         |
| Celuloid                                | Carlo Lizzani        |         |
| Ukryte pragnienia                       | Bernardo Bertolucci  |         |
| Sprzedawca marzeń                       | Giuseppe Tornatore   |         |
| 1997                                    |                      |         |
| Rozejm                                  | Francesco Rosi       |         |
| Cyklon                                  | Leonardo Pieraccioni |         |
| Marianna Ucrìa                          | Roberto Faenza       |         |
| Moje pokolenie                          | Wilma Labate         |         |
| Nirvana                                 | Gabriele Salvatores  |         |
| 1998                                    |                      |         |
| Życie jest piękne                       | Roberto Benigni      |         |
| Ból dorastania                          | Paolo Virzì          |         |
| Kwiecień                                | Nanni Moretti        |         |
| 1999                                    |                      |         |
| Nie z tego świata                       | Giuseppe Piccioni    |         |
| 1900: Człowiek legenda                  | Giuseppe Tornatore   |         |
| Rzymska opowieść                        | Bernardo Bertolucci  |         |

### 2000–2009
| Rok                      | Film                    | Reżyser |
| ------------------------ | ----------------------- | ------- |
| 2000                     |                         |         |
| Chleb i tulipany         | Silvio Soldini          |         |
| Historia miłosna         | Ricky Tognazzi          |         |
| Warsztat Olimp           | Marco Bechis            |         |
| 2001                     |                         |         |
| Pokój syna               | Nanni Moretti           |         |
| Sto kroków               | Marco Tullio Giordana   |         |
| Ostatni pocałunek        | Gabriele Muccino        |         |
| 2002                     |                         |         |
| Rzemiosło wojenne        | Ermanno Olmi            |         |
| Płonąc na wietrze        | Silvio Soldini          |         |
| Światło moich oczu       | Giuseppe Piccioni       |         |
| 2003                     |                         |         |
| Okna                     | Ferzan Özpetek          |         |
| Balsamista               | Matteo Garrone          |         |
| Czas religii             | Marco Bellocchio        |         |
| Respiro                  | Emanuele Crialese       |         |
| Pamiętaj mnie            | Gabriele Muccino        |         |
| 2004                     |                         |         |
| Nasze najlepsze lata     | Marco Tullio Giordana   |         |
| Witaj, nocy              | Marco Bellocchio        |         |
| Che ne sarà di noi       | Giovanni Veronesi       |         |
| Nie boję się             | Gabriele Salvatores     |         |
| Namiętność               | Sergio Castellitto      |         |
| 2005                     |                         |         |
| Skutki miłości           | Paolo Sorrentino        |         |
| Skradzione dzieciństwo   | Andrea i Antonio Frazzi |         |
| Święte serce             | Ferzan Özpetek          |         |
| Klucze do domu           | Gianni Amelio           |         |
| Kilka słów o miłości     | Giovanni Veronesi       |         |
| 2006                     |                         |         |
| Kajman                   | Nanni Moretti           |         |
| Il mio miglior nemico    | Carlo Verdone           |         |
| Noc przed egzaminami     | Fausto Brizzi           |         |
| Opowieść kryminalna      | Michele Placido         |         |
| Nasza ziemia             | Sergio Rubini           |         |
| 2007                     |                         |         |
| Nieznajoma               | Giuseppe Tornatore      |         |
| Anche libero va bene     | Kim Rossi Stuart        |         |
| Sto gwoździ              | Ermanno Olmi            |         |
| Mój brat jest jedynakiem | Daniele Luchetti        |         |
| Złote wrota              | Emanuele Crialese       |         |
| 2008                     |                         |         |
| Dziewczyna z jeziora     | Andrea Molaioli         |         |
| Cichy chaos              | Antonello Grimaldi      |         |
| Pochmurne dni            | Silvio Soldini          |         |
| Odpowiedni dystans       | Carlo Mazzacurati       |         |
| Kręcący się wiatr        | Giorgio Diritti         |         |
| 2009                     |                         |         |
| Gomorra                  | Matteo Garrone          |         |
| Boski                    | Paolo Sorrentino        |         |
| Ex                       | Fausto Brizzi           |         |
| Tutta la vita davanti    | Paolo Virzì             |         |
| Si può fare              | Giulio Manfredonia      |         |

### 2010–2019
| Rok                                    | Film                                                             | Reżyser |
| -------------------------------------- | ---------------------------------------------------------------- | ------- |
| 2010                                   |                                                                  |         |
| Człowiek, który nadejdzie              | Giorgio Diritti                                                  |         |
| Baaria                                 | Giuseppe Tornatore                                               |         |
| Coś pięknego                           | Paolo Virzì                                                      |         |
| Mine vaganti. O miłości i makaronach   | Ferzan Özpetek                                                   |         |
| Zwycięzca                              | Marco Bellocchio                                                 |         |
| 2011                                   |                                                                  |         |
| Wierzyliśmy                            | Mario Martone                                                    |         |
| Basilicata Coast to Coast              | Rocco Papaleo                                                    |         |
| Witaj na południu                      | Luca Miniero                                                     |         |
| Nasze życie                            | Daniele Luchetti                                                 |         |
| Spokojne życie                         | Claudio Cupellini                                                |         |
| 2012                                   |                                                                  |         |
| Cezar musi umrzeć                      | Paolo i Vittorio Taviani                                         |         |
| Habemus Papam: mamy papieża            | Nanni Moretti                                                    |         |
| Romanzo di una strage                  | Marco Tullio Giordana                                            |         |
| Terraferma                             | Emanuele Crialese                                                |         |
| Wszystkie odloty Cheyenne’a            | Paolo Sorrentino                                                 |         |
| 2013                                   |                                                                  |         |
| Koneser                                | Giuseppe Tornatore                                               |         |
| Diaz                                   | Daniele Vicari                                                   |         |
| Syberyjska edukacja                    | Gabriele Salvatores                                              |         |
| Ja i ty                                | Bernardo Bertolucci                                              |         |
| Niech żyje wolność                     | Roberto Andò                                                     |         |
| 2014                                   |                                                                  |         |
| Kapitał ludzki                         | Paolo Virzì                                                      |         |
| Wielkie piękno                         | Paolo Sorrentino                                                 |         |
| Mafia zabija tylko latem               | Pierfrancesco Diliberto                                          |         |
| La sedia della felicità                | Carlo Mazzacurati                                                |         |
| Przestanę, kiedy zechcę                | Sydney Sibilia                                                   |         |
| 2015                                   |                                                                  |         |
| Ciemne dusze                           | Francesco Munzi                                                  |         |
| Złaknieni                              | Saverio Costanzo                                                 |         |
| Cudowny młodzieniec                    | Mario Martone                                                    |         |
| Moja matka                             | Nanni Moretti                                                    |         |
| I znów zazielenią się łąki             | Ermanno Olmi                                                     |         |
| 2016                                   |                                                                  |         |
| Dobrze się kłamie w miłym towarzystwie | Paolo Genovese                                                   |         |
| Fuocoammare. Ogień na morzu            | Gianfranco Rosi                                                  |         |
| Pentameron                             | Matteo Garrone                                                   |         |
| Nie bądź złym                          | Claudio Caligari                                                 |         |
| Młodość                                | Paolo Sorrentino                                                 |         |
| 2017                                   |                                                                  |         |
| Zwariować ze szczęścia                 | Paolo Virzì                                                      |         |
| Słodkich snów                          | Marco Bellocchio                                                 |         |
| Kwiatek                                | Claudio Giovannesi                                               |         |
| Nierozłączne                           | Edoardo De Angelis                                               |         |
| Italian Race                           | Matteo Rovere                                                    |         |
| 2018                                   |                                                                  |         |
| Miłość i kule                          | Antonio Manetti i Marco Manetti                                  |         |
| Ciambra                                | Jonas Carpignano                                                 |         |
| Gatta Cenerentola                      | Ivan Cappiello, Marino Guarnieri, Alessandro Rak i Dario Sansone |         |
| Nico, 1988                             | Susanna Nicchiarelli                                             |         |
| Czułość                                | Gianni Amelio                                                    |         |
| 2019                                   |                                                                  |         |
| Dogman                                 | Matteo Garrone                                                   |         |
| Tamte dni, tamte noce                  | Luca Guadagnino                                                  |         |
| Euforia                                | Valeria Golino                                                   |         |
| Szczęśliwy Lazzaro                     | Alice Rohrwacher                                                 |         |
| Sześć dni z życia                      | Alessio Cremonini                                                |         |

### 2020–2029
| Rok                  | Film                        | Reżyser |
| -------------------- | --------------------------- | ------- |
| 2020                 |                             |         |
| Zdrajca              | Marco Bellocchio            |         |
| Martin Eden          | Pietro Marcello             |         |
| Pierwszy król        | Matteo Rovere               |         |
| Piranie              | Claudio Giovannesi          |         |
| Pinokio              | Matteo Garrone              |         |
| 2021                 |                             |         |
| Chciałem się ukrywać | Giorgio Diritti             |         |
| Złe baśnie           | Damiano i Fabio D’Innocenzo |         |
| Hammamet             | Gianni Amelio               |         |
| Panna Marx           | Susanna Nicchiarelli        |         |
| Siostry Macaluso     | Emma Dante                  |         |
| 2022                 |                             |         |
| To była ręka Boga    | Paolo Sorrentino            |         |
| Ariaferma            | Leonardo Di Costanzo        |         |
| Ennio                | Giuseppe Tornatore          |         |
| Freaks Out           | Gabriele Mainetti           |         |
| Król śmiechu         | Mario Martone               |         |